# Julio Olarticoechea
Julio Jorge Olarticoechea est un footballeur argentin né le 18 octobre 1958 à Saladillo. Il évoluait au poste de défenseur. 
Il participe à trois Coupes du monde avec l'équipe d'Argentine : en 1982, 1986 et 1990. Il remporte celle de 1986 et il est finaliste lors de l'édition 1990.
Au total il est sélectionné à 28 reprises en équipe d'Argentine entre 1983 et 1990.

## Carrière
- 1976-1981 :  Racing Club
- 1981-1984 :  River Plate
- 1985-1986 :  Boca Juniors
- 1986-1987 :  FC Nantes
- 1987-1988 :  Argentinos Juniors
- 1988-1990 :  Racing Club
- 1990-1992 :  Textil Mandiyú[1]

## Palmarès
- Vainqueur de la Coupe du monde 1986 avec l'équipe d'Argentine
- Finaliste de la Coupe du monde 1990 avec l'équipe d'Argentine
- Champion d'Argentine (Nacional) en 1981 avec River Plate